# Топонимия Сан-Марино

Города Сан-Марино

Топонимия Сан-Марино — совокупность географических названий, включающая наименования природных и культурных объектов на территории Сан-Марино. Структура и состав топонимии страны обусловлены её географическим положением, этническим составом населения и богатой историей.

## Название страны
Согласно легенде, в 301 году каменщик Марино, бежавший от гонений императора Диоклетиана, основал религиозную общину, независимую от императора и от папы. Позже из неё образовалась республика, названная по имени основателя, канонизированного ещё при жизни, Сан-Марино (San Marino) — «Святой Марин».
Официальное название страны — Республика Сан-Марино (итал. Serenissima Repubblica di San Marino, дословно — Светле́йшая Респу́блика Сан-Мари́но).

## Формирование и состав топонимии
Большую часть территории страны занимает горный массив Монте-Титано (итал. Monte Titano, дословно — «гора Титано»), который имеет три вершины, на каждой из которой построена башня — Гуаита, Честа и Монтале, входящих в комплекс Трёх башен Сан-Марино. «Гуаита» или Прима-Торре (итал. Guaita, Prima Torre) — в переводе с итал. — «Первая башня», «Ла Честа», или Фратта или Секонда-Торре (итал. La Cesta, Fratta, Seconda Torre) — «Вторая башня», «Монтале» или Терца-Торре (итал. Montale, Terza Torre) — «Третья башня», по времени их постройки.
Гидронимия страны представлена названиями нескольких рек — Ауза, Кандо, Марано, Сан-Марино и Фьюмичелло, об этимологии которых нет достоверных данных.
Ойконимия представлена топонимами 9 областей, называющихся «кастелли» (итал. castelli, дословно — «за́мки»):
- Аккуавива (итал. Acquaviva) — от итал. acqua — «вода», названа по расположению в коммуне основных водных ресурсов республики;
- Борго-Маджоре (итал. Borgo Maggiore) — дословно — «большая деревня», название с 1879 года, ранее именовалась Меркатале (итал. Mercatale, рыночная площадь) и до настоящего времени является главным торговым центром республики[2];
- Доманьяно (итал. Domagnano) — название, вероятно, происходит от латинского Domenianus, что означает покровительственный фонд, или от Omagnano, что означает работу с металлами[3];
- Кьезануова (итал. Chiesanuova) — нынешнее название восходит к XVI веку, когда была перестроена церковь Сан-Джованни-Баттиста-ин-Курте, не сохранившаяся до наших дней[4].;
- Монтеджардино (итал. Montegiardino) — дословно — «горный сад», по-видимому, от характера местности, что также отражено на её гербе[5];
- Сан-Марино (итал. Città di San Marino) — см. название страны;
- Серравалле (итал. Serravalle) — топоним означает «закрывающий долину» в связи с географическим положением области, которая «закрывает» последние холмы долины реки Ауса[6];
- Фаэтано (итал. Faetano) — топоним происходит от бука (лат. fágus), который также присутствует на гербе области[7];
- Фьорентино (итал. Fiorentino) — есть точка зрения, что топоним происходит от слова florente («процветающий»), что отражает красоту окружающей местности.

## Топонимическая политика
Сан-Марино не имеет специального органа, ведающего топонимической политикой.